# ولکوش (ناحیه هودونین)
ولکوش (به چکی: Vlkoš) یک منطقهٔ مسکونی در جمهوری چک است که در ناحیه هودونین واقع شده‌است. ولکوش ۸٫۶۳ کیلومتر مربع مساحت و ۱٬۰۵۷ نفر جمعیت دارد و ۱۹۷ متر بالاتر از سطح دریا واقع شده‌است.